# Serra de Llorenç
El Serra de Llorenç és una serra als municipis de Vilanova de l'Aguda a la comarca de Noguera i de Torrefeta i Florejacs a la de la Segarra, amb una elevació màxima de 535 metres.